# Dům U Voříkovských
Dům U Voříkovských je dům čp. 219 na Starém Městě v Praze na rohu Liliové (č. 5) a Zlaté ulice (č. 6). Je chráněn jako kulturní památka České republiky.

## Historie
Rozsáhlý dům velmi členitého půdorysu je výsledkem spojení několika středověkých objektů a jejich pestrého stavebního vývoje. Dosavadní znalosti o historii a stavebním vývoji jsou aktuálně (2015–2017) upřesňovány v souvislosti s probíhajícími úpravami pro umístění části odborné a administrativní kapacity Národního památkového ústavu.
Nejstarší zprávy ze 14. století svědčí o tom, že pozemek s domem náležel pánům z Dubé. Část areálu věnovala roku 1329 Perchta z Dubé dominikánkám u kostela sv. Anny; ty pak na počátku 15. století dům odprodaly. Od 14. století se vlastníky samostatných částí domu stávali šlechtici i měšťané.
V 16. a 17. století byl postupně slučovaný velký dům v majetku šlechtické rodiny Špetlů. Roku 1663 dům patřil Františku Cortesimu z Peregrinu a roku 1666 Martinu Aronovi z Rosenštejnu. Pojmenování domu pochází od rytíře Jana Bohuslava Voříkovského z Kundratic, který byl pražským primátorem (1700–1723). Od roku 1793 patřil rodině Urbanů. Přechodně tu bydlel Josef Jungmann.
Díky výzkumům jsou upřesňovány poznatky o dvou velkých renesančních přestavbách zejména v severním křídle nynějšího domu. Z té doby se zachovaly malované záklopové stropy i rozsáhlé části krovů, datovaných metodou dendrochronologie.
Nad západní částí severního křídla a střední částí křídla při Liliové ulici jsou zachovány barokní krovy ze 17. a 18. století. V interiérech jsou zachovány štukatury a fresky na klenbách i stropech. V několika místnostech prvního patra při severovýchodním nároží byly objeveny a restaurovány pozoruhodné rokokové nástěnné malby.
V letech 1873–1875 došlo k rozsáhlejším úpravám domu podle projektu Václava Džbánka; z této doby pochází novorenesanční omítková úprava nárožní dvoupatrové části domu.
V letech 2015 až 2017 došlo po předchozím dlouhotrvajícím zanedbávání údržby domu k rozsáhlé rekonstrukci s respektem k památkové hodnotě objektu pro účely umístění odborných organizačních útvarů Národního památkového ústavu (knihovna, archeologie, evidence památek).

## Popis

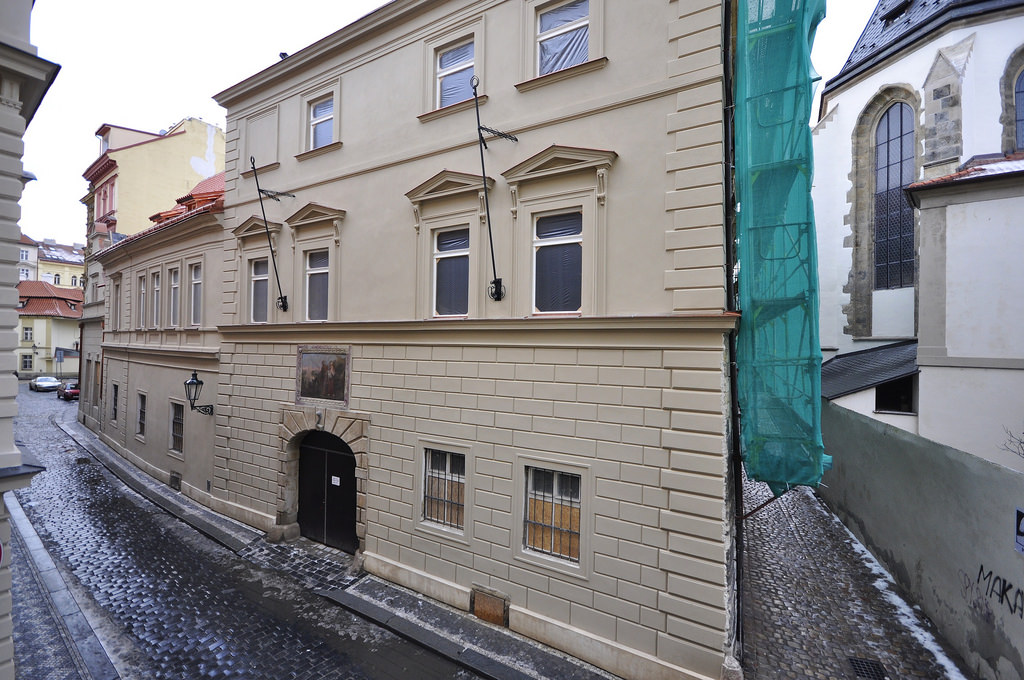
Členitá podoba vstupního průčelí domu do Liliové ulice vypovídá o složitém stavebním vývoji domu (foto leden 2016)

Dům je situován na poměrně rozlehlé parcele v západní frontě domů při severojižní komunikaci, která v raném středověku patřila ke spojnicím vltavského brodu mezi nynější Malou Stranou a Starým Městem, směřujícím k Vyšehradu. Vznikl na počátku 18. století spojením tří původně samostatných gotických domů, ze kterých se zachovaly později upravované sklepy (částečně ve dvou úrovních), ale také části nadzemních konstrukcí (odhalované až v roce 2016 v průběhu operativního průzkumu a dokumentace při rozsáhlé památkové úpravě pro potřeby administrativního provozu), a to až do výše krovů.
Poloha domu je zajímavá mj. i sousedstvím s kostelem sv. Anny (s klášterem dominikánek), který patřil ve 14. století k významným staroměstským chrámům; na jeho místě ovšem již ve 12. století stála rotunda sv. Vavřince, u které byla ve 30. letech 13. století založena komenda templářů.
Složitý stavební vývoj domu se projevuje na členitém průčelí do Liliové ulice, rozděleném do několika architektonicky nesouvisejících částí. Levá, jižní část o dvou okenních osách je jen přízemní a je završená volutovým štítem barokního původu, upravovaným v 19. století (zde bude od roku 2017 umístěna odborná knihovna NPÚ).
Patrová střední část o pěti osách také není zcela jednotná, neboť levá osa má větší šířku. Přízemí je zde opatřeno nepravidelnými hřebínkovými klenbami renesančního původu.
Pravá část průčelí při nároží je dvoupatrová
Nad bosovaným pozdně renesančním portálem vjezdu (později upravovaným) s reliéfem ruky s ořechem ve vrcholovém klenáku na fasádě freskový obraz Útěk do Egypta, s pozoruhodným vyobrazením pyramidy. Vrata rokoková.
V prvním patře východního křídla jsou seřazeny nejhonosněji vyzdobené reprezentační místnosti s nově restaurovanou štukovou a freskovou výzdobou. V přízemí a částečně i v patře severního křídla podél Zlaté ulice jsou prostory zaklenuté renesančními hřebínkovými klenbami.
V zadní (západní) části dvora zachovaný restaurační altán s litinovými sloupky v původně otevřené severní stěně.